# Crisis humanitaria en Yemen
Yemen, uno de los países más pobres del continente asiático, ha estado en una devastadora crisis desde que comenzó el conflicto en 2014. La situación ha sido descrita como la peor crisis humanitaria del planeta.

## Contexto del conflicto
El conflicto en Yemen se intensificó en 2015, cuando una coalición internacional liderada por Arabia Saudí y Emiratos Árabes Unidos (EAU) intervino en un encarnizado conflicto en el que la población civil ha sido la más afectada. Se estima que los seis años de conflicto prolongado han provocado la muerte de 233,000 personas; 131,000 de ellas murieron por causas indirectas, como la falta de servicios de salud, infraestructura y alimentos.

## Impacto humanitario
Hoy en día, 24.1 millones de yemeníes necesitan ayuda humanitaria para sobrevivir, lo que representa alrededor del 80% de su población. El país se enfrenta a la amenaza inminente de una hambruna a gran escala y, desde junio de 2021, 16.2 millones de yemeníes sufren inseguridad alimentaria.
Además, el brote de la pandemia de COVID-19 ha ejercido una presión adicional sobre un sistema de atención de la salud ya mermado, que sólo tenía en funcionamiento el 50% de sus hospitales e instalaciones sanitarias en comparación con 2016.

## Violaciones de los derechos humanos
La población yemení se ha visto expuesta a prácticas ilegales por parte de grupos tanto estatales como no estatales, mientras que todas las partes del conflicto han cometido violaciones de derechos humanos y del derecho internacional humanitario, incluidos crímenes de guerra, en todo el país.